# Elmbridge
Elmbridge es un distrito no metropolitano con el estatus de municipio, ubicado en el condado de Surrey (Inglaterra). Tiene una superficie de 95,06 km². Según el censo de 2001, Elmbridge estaba habitado por 121 936 personas y su densidad de población era de 1282,73 hab/km².